# Cold Dark Place
Cold Dark Place es un EP de la banda estadounidense de heavy metal, Mastodon. Fue lanzado digitalmente y en CD el 22 de septiembre de 2017 a través de la discográfica Reprise Records, y en formato de vinilo de diez pulgadas en edición limitada el 27 de octubre. Tres de las canciones fueron grabadas durante las sesiones de Once More 'Round the Sun, mientras que "Toe to Toes" fue grabada durante las sesiones de Emperor of Sand en 2017.

## Lista de canciones
| N.º | Título            | Duración |  |
| 1.  | «North Side Star» | 6:10     |  |
| 2.  | «Blue Walsh»      | 5:12     |  |
| 3.  | «Toe to Toes»     | 4:29     |  |
| 4.  | «Cold Dark Place» | 5:59     |  |

## Formación

### Banda
- Brann Dailor - batería, voz, aplausos (pista 3)
- Brent Hinds - guitarras, voz, aplausos (pista 3)
- Bill Kelliher - guitarra, aplausos (pista 3)
- Troy Sanders - bajo, voz, aplausos (pista 3)

### Otros
- Nick Raskulinecz - productor (pistas 1, 2 y 4)
- Brendan O'Brien - productor (pista 3)

## Ranking
| Ranking (2017)                        | Posición más alta |
| ------------------------------------- | ----------------- |
| Austria (Ö3 Austria)                  | 36                |
| Canadá (Billboard Canadian Albums)    | 43                |
| Hungría (MAHASZ)                      | 30                |
| Portugal (AFP)                        | 18                |
| Suiza (Schweizer Hitparade)           | 44                |
| Estados Unidos (Billboard 200)        | 42                |
| Estados Unidos (Top Hard Rock Albums) | 4                 |
| Estados Unidos (Top Rock Albums)      | 7                 |